# Saint-Ay
Saint-Ay település Franciaországban, Loiret megyében. Lakosainak száma 3691 fő (2022. január 1.). Saint-Ay Huisseau-sur-Mauves, Chaingy, Mareau-aux-Prés és Meung-sur-Loire községekkel határos.

## Népesség
A település népessége az elmúlt években az alábbi módon változott:
| Lakosok száma | 1138 | 3008 | 2978 | 2986 | 3230 | 3317 | 3454 | 3561 | 3607 | 3691 |
|               | 1968 | 1982 | 1990 | 2006 | 2013 | 2015 | 2017 | 2019 | 2020 | 2022 |